# Лавалле, Каликса
Каликса́ (Калли́кст) Лавалле́ (фр. Calixa Lavallée, 1842—1891) — канадский и американский композитор, пианист и дирижёр, автор музыки канадского гимна.

## Биография
Каликса (настоящее имя — Калликст) Лавалле родился в декабре 1842 года в маленьком церковном приходе Бос близ Монреаля, спустя несколько лет включенном в город Вершер. Его отец, кузнец Огюстен Лавалле, изготовлял музыкальные инструменты, настраивал органы и возглавлял местный оркестр. От отца Каликса научился азам игры на фортепиано, органе, корнете и скрипке.
Около 1850 года семья Лавалле осела в Сент-Иасенте (Квебек), где Огюстен получил место настройщика при местном органисте. В 1852 году Каликса начал посещать семинарию в Сент-Иасенте. С 1855 года его взял под свою опеку богатый мясник из Монреаля Леон Дером. Каликса жил у него дома и брал уроки игры на фортепиано у недавно приехавших из Франции учителей Поля Летондаля и Шарля Сабатье. Учёба помогла раскрыть его музыкальные таланты.
В 1857 году Каликса Лавалле отправляется в Новый Орлеан, где выигрывает конкурс на право сопровождать испанского скрипача Оливеру в его турне по Латинской Америке в качестве аккомпаниатора. В 1861 году в Провиденсе (Род-Айленд) Лавалле вербуют в армию северных штатов в качестве музыканта и вскоре он становится первым корнетом военного оркестра Четвёртого Род-Айлендского полка. Через год в ходе сражения при Энтитеме он, по-видимому, получает ранение в ногу и освобождается от дальнейшей службы в октябре 1862 года.
В 1864 году Лавалле возвращается в Канаду. Он выступает в концертах со скрипачом Францем Жеэном-Прюмом, выходцем из Бельгии, но не задерживается на родине и снова отправляется в Соединенные Штаты, сначала в Новый Орлеан, оттуда в Сан-Диего и в Новую Англию. В 1867 году в Массачусетсе он женился на Джозефине Джентли, впоследствии, как считается, родившей ему четырёх сыновей. В Бостоне он задерживается надолго, давая фортепианные концерты, а в 1870 году получает место директора оперного театра Grand Opera House. Он написал для театра комическую оперу «Лулу», но её премьера не состоялась, так как в 1872 году владелец театра, биржевой игрок Джеймс Фиск, был убит.
Благодаря финансовой поддержке Леона Дерома весной 1873 года Лавалле отправляется в Европу. Там он берет уроки игры на фортепиано у Антуана-Франсуа Мармонтеля и уроки композиторского мастерства у Франсуа Базена и Адриена Буальдьё. Он продолжает сочинять музыку: есть сведения, что его фортепианный ми-минорный этюд «Бабочка» (фр. Le papillon) исполнялся в Парижской консерватории, а оркестровая сюита исполнялась в июле 1874 года оркестром из 80 человек под управлением известного в то время дирижёра Адольфа Матона. Мармонтель высоко ценил своего ученика и посвятил ему этюд № 17 в своем сборнике, вышедшем в 1865 году.
В 1875 году Лавалле снова оказывается в Монреале. С Жеэном-Прюмом и его женой, сопрано Розитой дель Векьо, они устраивают вечера камерной музыки, но, поскольку этого было мало, чтобы прокормиться, Лавалле стал давать уроки и нашёл место хормейстера в соборе Сен-Жак. В 1877 году его хор принимал участие в театральной постановке «Жанна д’Арк», в которой исполнялась музыка Гуно, а Розита дель Векьо играла заглавную роль. Постановка пользовалась успехом, выдержав 18 представлений. Столь же успешной была следующая постановка, комическая опера «Белая дама» Буальдьё. Монреальский музыкальный критик Гийом Кутюр назвал Лавалле в своей статье в газете La Minerve в декабре 1875 года «нашим первым настоящим композитором» и «нашей национальной гордостью». Во второй половине десятилетия Лавалле дважды избирали председателем Музыкальной академии Квебека. В это время он выдвинул идею создания в Монреале консерватории, но провинциальное правительство не проявило к ней интереса.
После Монреаля Лавалле перебрался в Квебек-сити, где занял пост органиста церкви Сент-Патрик. В это время правительство Квебека поручает ему написать кантату к прибытию нового генерал-губернатора Канады маркиза Лорна и его супруги. Работа была выполнена в срок, кантата исполнена хором из 150 человек в сопровождении симфонического оркестра под управлением Лавалле, но правительство Квебека отказалось оплатить его работу и затраты на постановку, которые он взял на себя. Чтобы расплатиться с долгами, Лавалле вынужден работать одновременно органистом, дирижёром и учителем музыки. Тем не менее он находит время для участия в комитете по написанию музыки для конгресса франкоязычных канадцев, назначенного на июнь 1880 года. Ему поручили написать музыку патриотической песни на слова Адольфа-Базиля Рутье. Результатом их совместного творчества стала песня, со временем завоевавшая популярность не только у франкофонов, но и у англоязычного большинства населения Канады (первое исполнение английской версии состоялось в 1901 году). Популярность песни, известной как «О, Канада!», продолжала расти, пока в 1980 году она не стала официальным гимном Канады.
Несмотря на творческий успех, финансовое положение Лавалле по-прежнему было плохим, его здоровье тоже пошатнулось (в это время у него диагностируют туберкулезный ларингит) и он снова переехал в Соединенные Штаты, где давал уроки музыки и служил хормейстером в бостонском соборе Святого Креста. В начале 80-х годов он сопровождает в качестве аккомпаниатора гастролирующую по стране венгерскую певицу Этельку Герстер, а в 1881 году в Новом Орлеане исполняется его комическая опера «Вдова». В Бостоне Лавалле вступает в Национальную ассоциацию учителей музыки и в 1884 году организует в Кливленде первый в истории концерт, состоящий полностью из произведений американских композиторов. В 1887 году 700 членов ассоциации избирают Лавалле её председателем. Он представляет ассоциацию на первом межконтинентальном конгрессе музыкантов в Лондоне в 1888 году. Несколько ранее он выступает с заявлениями в поддержку присоединения Канады к США.
К 1890 году здоровье Лавалле сильно ухудшилось. Он ещё успел организовать съезд Национальной ассоциации учителей музыки в Детройте, но постоянные проблемы с горлом заставили его прекратить работу, а в январе 1891 года он скончался. Он был похоронен в Бостоне, но в 1933 году его останки были торжественно перенесены в Монреаль. В 1946 году церковный приход, в котором он родился, был переименован в его честь. В честь Лавалле также названы улицы во многих городах Квебека, культурный центр и средняя школа в Монреале. Биография Лавалле, написанная Эженом Лапьером, впервые увидела свет в 1936 году и была переиздана в 1950 и 1956 годах. Приз Каликса Лавалле, учрежденный в 1959 году, ежегодно вручается лучшим музыкантам Квебека.

## Творчество
Не считая песни «О, Канада!», произведения Лавалле в основном были забыты в течение первых сорока лет после его смерти. Большая часть его произведений была утрачена. В то же время этюд «Бабочка» был не менее двух раз за это время записан на грампластинки.
Среди сохранившихся работ Лавалле комические оперы «Вдова» (англ. Widow, 1881) и «Индийский вопрос наконец решен» (англ. The Indian question settled at last, известна также под сокращенным названием TIQ, 1883), а также офферторий Tu es Petrus (1883) и три увертюры 1888 года, «Король бриллиантов» (The King of diamonds), «Свадебная роза» (The bridal rose) и «Золотое руно» (The golden fleece). Сохранилось также некоторое количество рассчитанных на виртуозную технику фортепианных пьес и вокальных произведений, баллады и кантаты в стиле Гуно и Оффенбаха. Предположительно, постоянные переезды и поиск заработка не давали Лавалле сосредоточиться на работе над масштабными произведениями, вынуждая его писать небольшие безделушки.
Творчество Лавалле популяризуется в Канаде начиная с 30-х годов двадцатого века. Его «Вдова» была вновь поставлена на сцене в 1976 году, несколько его произведений легли в основу балета Pointes sur glace канадского композитора Эдмунда Ассали, впервые поставленного в 1967 году.